# Ludwig Emil Mathis
Ludwig Emil Mathis (* 31. Mai 1797 in Berlin; † 17. November 1874 ebenda) war ein deutscher Verwaltungsjurist, preußischer Ministerialbeamter und Politiker. Er war von 1850 bis 1861 Mitglied des Preußischen Landtages, wo er die konservativ-liberale „Wochenblattpartei“ vertrat. Von 1865 bis 1872 war Mathis Präsident des preußischen Evangelischen Oberkirchenrates.

## Leben

### Herkunft
Seine Familie stammt aus Frankreich. Sein Urgroßvater floh nach dem Edikt von Fontainebleau nach Preußen und ließ sich in der Mark Brandenburg nieder. Sein Vater Frédéric Henry Mathis († 1812) war königlicher Justizkommissar beim Kammergericht in Berlin und Herausgeber einer juristischen Zeitschrift. Seine Mutter war Ernestine Theremin († 1826), Tochter des Berliner Hof- und Dompredigers Carl Ludwig Conrad. Sein Stiefvater, der evangelische Theologe Franz Theremin, hatte großen Einfluss auf seinen Bildungsweg.

### Werdegang
Mathis besuchte das Werder’sche und des Joachimsthal’sche Gymnasium in Berlin und absolvierte in der Stadt von 1815 bis 1818 ein Studium der Rechte. Nach dem Referendariat trat er 1823 in den preußischen Justizdienst, wo er beim Berliner Stadtgericht begann. Zudem wurde er im Jahr darauf Domkirchenrat im Domkirchencollegium und 1825 Mitglied des Vormundschaftsgerichts in Berlin. 1829 wurde er zum Kammergerichtsrat ernannt.
Von 1835 bis 1838 war er preußischer Kommissar bei der Bundeszentralbehörde in Frankfurt am Main, die nach dem Frankfurter Wachensturm zur sogenannten Demagogenverfolgung eingesetzt wurde. Ab 1838 wirkte er als Vortragender Rat im preußischen Ministerium des Innern (unter Gustav von Rochow) und war seit 1842 im Preußischen Staatsrat. Ab 1843 war er zusätzlich Mitglied im Oberzensurgericht. Im Januar 1844 übernahm er die Leitung für höhere Polizei und Presseangelegenheiten im preußischen Innenministerium, 1846 wurde er zum Ministerialdirektor befördert (unter Innenminister Ernst von Bodelschwingh).
Nach der Märzrevolution und der Ablösung Bodelschwinghs als Innenminister trat auch Mathis im Sommer 1848 von seinem Amt zurück und ließ sich in den vorläufigen Ruhestand versetzen. Er publizierte zunächst in der konservativen Kreuzzeitung, schloss sich im Januar 1849 aber dem Berliner Patriotischen Verein an, der sich für eine konstitutionelle Monarchie aussprach, und wurde im Herbst desselben Jahres dessen Vorsitzender. In der von Preußen und Österreich im Zuge der Niederschlagung der Revolution gebildeten Bundeszentralkommission wirkte Mathis ab 1849 in den Departements des Innern und der Justiz.
Von 1850 bis 1852 war Mathis Mitglied der Ersten Kammer des Preußischen Landtags für den Bezirk Mogilno in der Provinz Posen. 1852 wurde er als Vertreter des vierten Berliner Wahlbezirks in das Abgeordnetenhaus gewählt, dem er bis 1861 angehörte (ab 1858 für den Wahlkreis Ober- und Niederbarnim). Neben Moritz August von Bethmann-Hollweg war Mathis ein Anführer der sogenannten Wochenblattpartei, die zwischen den Liberalen und der konservativen „Kreuzzeitungspartei“ stand. Die liberal-konservative Fraktion im Abgeordnetenhaus, die nach der Wahl 1858 über 44 Mandate verfügte, wurde nach ihrem Vorsitzenden „Fraktion Mathis“ genannt. 1859 bis 1860 war Mathis Vizepräsident des Abgeordnetenhauses.
1862 wurde er zum Präsidenten des evangelischen Konsistoriums der Provinz Brandenburg und Ende Januar 1865 zum Präsidenten des Evangelischen Oberkirchenrates der preußischen Landeskirche gewählt.

## Auszeichnungen
- Roter Adlerorden (1860)
- Königlicher Kronen-Orden, I. Klasse (1872)